# 千原兄弟
千原兄弟（ちはらきょうだい）は、吉本興業（東京本社）所属の兄弟お笑いコンビ。1989年6月結成。NSC大阪校8期生。2人とも京都府福知山市出身。お互いピンで活動する機会も多い。

## メンバー
- 千原 ジュニア（本名および旧芸名:千原 浩史〈ちはら こうじ〉1974年3月30日（51歳） - ）
  - ボケ・ネタ作り担当、立ち位置は向かって左。
  - NSC大阪校8期出身（卒業はしていない）。既婚。
- 千原 せいじ（本名および旧芸名:千原 靖史〈ちはら せいじ〉1970年1月25日（55歳） - ）
  - ツッコミ担当、立ち位置は向かって右。
  - NSC大阪校8期出身。既婚。

## エピソード
- NSCには兄のせいじが先に入学していたものの当時の相方とのコンビを早々に解散してしまい、相方を決めねばならずNSCの講師に「明日、弟連れてくるわ」と言って当時引きこもりであった15歳のジュニアを入学させた。したがって、ジュニア本人はNSCに願書も提出しておらず、面接を含む入学手続きもしておらず（入学金も払わず）、合格通知も受け取らないまま特例で入学を許されたことになっている。
- まだ無名だった大阪時代、コンビ名を『S.K.B.（せいじ こうじ ブラザーズの略）』として活動していた時期があったと同期のバッファロー吾郎A（バッファロー吾郎）によって明かされたがあくまでも案であるため、このコンビ名での活動は行っていない。
- コンビ名の名付け親は吉本の女性広報社員。お笑い新人コンテストのエントリーシートへ記入する際、「千原兄弟でええやん!」と言われたのがきっかけ[1]。
- ネタは基本的にジュニアだけで作っている。コンビ結成当初はジュニアがネタを書いている場にせいじも同席していたが、ある日の深夜においてネタを作っていた際にせいじが「今日、親友が来てんねん」と席を外し、早朝になって顔中キスマークだらけで帰ってきた。以降、せいじはネタ作りに同席しなくなった[2]。
- ダウンタウンや雨上がり決死隊の上京後にシュールなコントがウケ、ジャリズムと共に心斎橋筋2丁目劇場で頭角を表す。お笑いライブで異例となる大阪城ホール公演を開催し、超満員にした経験もある。
- 現在ではルミネtheよしもとに出演の他、『チハラトーク』というフリートークライブを毎月開いている [3]。なお、『チハラトーク』での出囃子は「はじめTOUR'99 ビィ」の収録曲・[ComedianSuicide]を使用している模様。
- ジュニアは若手の映画監督から出演のオファーが多く、俳優としても著名。瀬々敬久・豊田利晃・三池崇史などの監督作品に出演経験がある。デビュー当時は「2丁目劇場の尾崎豊」「ジャックナイフ芸人」などと呼ばれていた。
- せいじは「マンスリーよしもと」芸人ブサイクランキングにおいて毎年上位にランクインする顔面の持ち主だが、スタイルやプロポーションは抜群でデザイナーの知人がモデル用に誂えた洋服のサイズがピッタリだったこともある。
- 「週刊少年ジャンプ」に連載されていた『ろくでなしBLUES』に、兄弟揃って漫画の登場人物として登場した。
- ジュニアは15歳という若さでデビューしたため年齢に比べて芸歴が長く、同い年や年上の後輩を多く持つ（例:ナインティナイン・くりぃむしちゅー・陣内智則など）。故に年上の芸人から敬語で話されたりするが、一部の後輩芸人（主に吉本以外）に対しては自身が敬語を用いることもある。
- ジュニアより4歳下で、やり投の選手だった小学校教員の妹がいる。
- 母方の叔父は大学教授。
- 父は福知山で旭一級設計を営んでいる。「メガネの三城福知山店」などを設計した。
- 芸風は主にコントだが、2006年正月のお笑い番組をはじめ数回漫才を披露したことがある。
- 2人とも『ドラえもん』について造詣が深く、雑誌の『ぼく、ドラえもん』で思い入れを語ったり『アメトーーク!』（テレビ朝日）などドラえもんを特集したテレビへ出演している。
- 吉本興業外の同期に、堀内健、原田泰造（いずれもネプチューン）、ウド鈴木（キャイ〜ン）、カンニング竹山、X-GUN、電撃ネットワークなどがいる。
- 後輩のナインティナインやほぼ同期の加藤浩次（極楽とんぼ）とは番組での共演がほとんどなかった。せいじはバラエティ番組『DOORS 2009春』（TBSテレビ）へ出演した他にせいじの家をナインティナインが下宿代わりにしていたと、かつてせいじと同居していた竹若元博（バッファロー吾郎）が述べており[4]せいじとある程度の親交はあったようだが、ジュニアは「ほとんど喋ったこともない」「岡村なんてテレビでしか見たことがないから、テレビ局の地下駐車場で挨拶されて緊張した」と発言していた。その後2011年、『FNS27時間テレビ』（フジテレビ）の「笑っていいとも!増刊号生SP」で初めてジュニアと岡村が共演。2人は近くにこそいたが、大人数ということもあってか直接本番中で会話を交わすことはなかった。そして2012年6月23日、『めちゃ×2イケてるッ!』（フジテレビ）にて本格的にナイナイや加藤と共演する運びとなった。
- 戦場カメラマンである渡部陽一は自身の知名度を上げるきっかけを作ったジュニアには非常に感謝しており、『笑っていいとも!』（フジテレビ）の「テレフォンショッキング」では「お友達…。2010年、最も1年間お力を頂いた方です。それは千原兄弟! はい、2人なんです。僕が戦場カメラマンとして、こうしてテレビに出させていただいた一番最初から。千原せいじさん・ジュニアさん、千原兄弟さんです!」と言い、翌日のテレフォンゲストに千原兄弟を紹介した。しかしジュニアは電話で「渡部さん。僕は、いいとも!レギュラーやらせていただいてまして、レギュラーの方って、テレフォンショッキング出れないんですよ。その辺のしきたり、ご存じなかったですか? 本来、ちょっと難しいんですけど。そうですね、（レギュラーではない）せいじさんと一緒にじゃあ、っていうことでいいですかね? タモリさん、すいません」と述べた。それを受けてタモリは「クリスマスにせいじが来るのか」と苦笑した[5]。

## 受賞歴
- ABCお笑い新人グランプリ 1994年度／第15回 優秀新人賞
- 上方漫才大賞（ラジオ大阪） 1994年度／第29回 新人賞

## 出演
千原兄弟としての出演番組を記載。個別での出演番組は千原ジュニア、千原せいじを参照。

### テレビ
レギュラー番組
- 爆笑BOOING（5週勝ち抜きチャンピオン、関西テレビ）
- 2丁目ワチャチャTV（1993年4月 - 9月、テレビ大阪）
- 2丁目ワチャチャTVII（1993年10月 - 1995年9月、テレビ大阪）
- 笑いの剣（1994年、朝日放送テレビ）
- すんげー!Best10（1995年 - 1997年、朝日放送テレビ）
- 千千原原（1996年10月 - 1997年3月、テレビ大阪）
- PUSH!（1997年 - 1998年、朝日放送テレビ）
- エンタメゆうえんち 東京移住計画（1995年 - 1996年、フジテレビ）
- アメジャリチハラ（1996年 - 1997年、テレビ朝日）
- 光速脳天!ベタキング（1996年 - 1997年、関西テレビ）
- ブレイクもの!（1998年、フジテレビ）※不定期出演
- 爆笑・千原の天然パラダイス（1998年、NHK）※不定期放送
- 夜の××自慢（2000年 - 2001年、TBSテレビ）
- 鈴木あみのアイドルダウンロードショー（2000年 - 2001年、BSフジ）
- もっとアイドルダウンロードショー（2001年、BSフジ）
- アイドルアイランド（2001年 - 2002年、BSフジ）
- ヨシモト∞（ヨシモトファンダンゴTV）※不定期
- 愛のお言葉バラエティー 千のバイブル（2001年4月2日 - 9月24日、テレビ愛知）※レギュラー
- BSマンガ夜話（NHK）※不定期ゲスト
- 踊る!さんま御殿!!（2001年 - 、日本テレビ）※不定期ゲスト
- ダウンタウンDX（読売テレビ）※不定期ゲスト
- おかしや?さんま!（2003年4月2日 - 2003年9月24日、TBS）
- やりにげコージー（テレビ東京）
- やりすぎコージー（テレビ東京）
- 世界の村で発見!こんなところに日本人（2013年4月 - 2019年3月、朝日放送テレビ）- ジュニア∶司会、せいじ∶リポーター

特番
- オールザッツ漫才（1990年 - 1996年、毎日放送）
- やりすぎ都市伝説（2007年8月17日 - 、テレビ東京）
- 千原兄弟の夜明け（2008年11月15日・2009年3月14日、テレビ東京）
- NHK上方漫才コンテスト（2014年 - 、NHK大阪）- 司会
- 千原国際会議（2021年8月22日、BSフジ）- ジュニア∶MC、せいじ∶パネラー

### ラジオ
- Radio Easy 2丁目GANG（1995年、エフエム大阪）
- UP'S〜Ultra Performer'S radio〜 千原兄弟の!（1995年10月 - 1996年9月、TBSラジオ）
- 千原兄弟のオールナイトニッポン（2022年8月8日、ニッポン放送）

### インターネット配信
- HITOSHI MATSUMOTO presents ドキュメンタル（2020年、Amazonプライム・ビデオ）- シーズン8出演

### CM
- シゲキックス（UHA味覚糖、1994年）
- 「卒業旅行」キャンペーン（日本旅行、1994年）
- ユニクロ（1995年）
- 「豚焼うどん」（エースコック、1995年）
- トヨタ・ラッシュ（2008年）
- ウィルコム（2011年）

## 書籍
- 千原史（角川書店）
- ブラッドブラザー（豊田利晃著 リトルモア）
- 岸和田少年愚連隊血煙り純情篇 撮影日記（愛育社）
- チハラトーク（双葉社）

## ビデオ・DVD
- 千原・ジャリのバカビデオ（1997年3月21日、ポニーキャニオン、全2巻）
- 渋谷系HYPER WA CHA CHA LIVE Vol. 1』（1997年5月21日、ビクター）
- 千原兄弟はじめTOUR '97〜右から2番目の星に住む迷子達の声〜（1997年9月22日、ビクター）
- 千原兄弟はじめTOUR金龍飛戦1998 VERSION（1998年1月21日、ビクター）
- FINAL! 渋谷系HYPER WA CHA CHA LIVE PART.1（1998年1月21日、ビクター）
- PINK（1998年11月21日、ビクター）
- 踊る!ほっとけさん その弐（2000年12月20日、ソニー・ミュージックエンタテインメント）
- 深く潜れ〜八犬伝2001〜（2001年、徳間ジャパンコミュニケーションズ、全5巻）
- プロペラを止めた、僕の声を聞くために。（2004年2月25日、R and C）
- やりすぎコージーDVD Vol.1 - 20（2006年 - 2010年、R and C）
- 15弱（2007年1月17日、R and C）
- ラブ♡（2009年8月19日、R and C）
- チハラトーク#1（2008年1月16日、R and C）
- チハラトーク#2（2008年7月30日、R and C）
- チハラトーク#3（2009年1月21日、R and C）
- チハラトーク#4（2009年7月26日、R and C）
- チハラトーク#5（2010年1月20日、R and C）
- チハラトーク#-1（2008年3月13日、R and C）
- チハラトーク#-2（2008年3月13日、R and C）
- チハラトーク#-3（2008年3月13日、R and C）
- チハラトーク#-4（2009年7月26日、R and C）
- チハラトーク#-5（2010年1月20日、R and C）
- チハラトーク100回突破記念sp（2010年7月21日、R and C）

## 映画
- 岸和田少年愚連隊 血煙り純情篇（監督：三池崇史 1997年）
- MOON CHILD（原作：GACKT 2003年）マフィア役
- ストリートファイター ザ・レジェンド・オブ・チュンリー（2009年）※吹き替え